# Jay Caufield
Jay Caufield (Philadelphia, Pennsylvania, 1960. július 7. –) amerikai profi jégkorongozó, kétszeres Stanley-kupa-győztes.

## Karrier
Komolyabb karrierjét a University of North Dakota csapatában kezdte de ekkor még amerikaifocista volt. 1984–1985-ben lépett jégre először az egyetemi csapatban. Az egyetem után az IHL-es Toledo Goaldiggersbe került majd innen az AHL-es New Haven Nighthawksba. 1986–1987-ben játszott az IHL-es Flint Spirits, (ismét) a New Haven Nighthawksben és bemutatkozott az NHL-ben a New York Rangersben 13 mérkőzésen. A következő szezon döntő többségét az IHL-es Kalamazoo Wingsben játszotta majd egyetlenegy mérkőzésen játszhatott az NHL-es Minnesota North Starsban. 1988–1989-ben átigazolt a Pittsburgh Penguinsben ahol 1993-ig játszott egyetlenegy megszakítással amikor is 1990–1991-ben három mérkőzésre leküldték az IHL-es Muskegon Lumberjacksbe. A Penguinsszel két Stanley-kupát is nyert. Végül a Kalamazoo Wingsből vonult vissza 1993–1994-es szezon után.